# Solanum oliveirae
Solanum oliveirae är en potatisväxtart som beskrevs av Lucia d'Avila Freire de Carvalho. Solanum oliveirae ingår i släktet skattor som ingår i familjen potatisväxter. Inga underarter finns listade i Catalogue of Life.